# رضا فرجی‌دانا
رضا فرجی‌دانا (زاده ۱۳۳۹ در قم) سیاستمدار اهل ایران است. وی استاد تمام دانشکده مهندسی برق و کامپیوتر دانشگاه تهران است. 
او پیش از این مسوولیتهایی همچون: رئیس پردیس دانشکده‌های فنی دانشگاه تهران، بیست و نهمین رئیس دانشگاه تهران، مشاور عالی رئیس دانشگاه تهران، وزیر علوم، تحقیقات و فناوری ایران در دولت یازدهم، مشاور رئیس‌جمهور در امور علمی و آموزشی در دولت‌های یازدهم و دوازدهم و همچنین دبیر فرهنگستان علوم، بین سالهای ۱۴۰۰ تا ۱۴۰۲ را عهده‌دار بوده‌است.

## زندگی
رضا فرجی دانا در ۱۳۳۹ در قم متولد شد. در سال ۱۳۵۳ به عنوان دانش آموز برتر موفق به دریافت جایزه البرز شد و در ۱۳۵۷ دیپلم ریاضی خود را از دبیرستان حکیم نظامی این شهر دریافت کرد. در همین سال نیز در رشتهٔ مهندسی برق دانشگاه شیراز پذیرفته شد. در سال ۱۳۵۹ با تعطیلی دانشگاه‌ها و شروع جنگ تحمیلی، به واحد پشتیبانی مهندسی نیروهای مسلح پیوست و سمت‌هایی نظیر معاون عملیات منطقهٔ ۹ در سال‌های ۵۹، ۶۰ و ۶۱ را عهده‌دار بود. فرجی دانا پس از بازگشایی دانشگاه‌ها، به دانشکدهٔ فنی دانشگاه تهران منتقل شد و کارشناسی مهندسی برق را در سال ۱۳۶۵ دریافت کرد؛ سپس کارشناسی ارشد و دکتری تخصصی در رشتهٔ برق را در سال‌های ۱۳۶۸ و ۱۳۷۲ از دانشگاه واترلوی کانادا دریافت کرد و در سال ۱۳۷۳ نیز به عضویت هیئت علمی دانشکدهٔ مهندسی برق و کامپیوتر در دانشکدهٔ فنی دانشگاه تهران درآمد.

## سوابق اجرایی
رضا فرجی دانا بین سال‌های ۱۳۸۱ تا ۱۳۸۴، ریاست دانشگاه تهران را عهده‌دار بود. وی پیش از این مدتی ریاست گروه مهندسی برق و کامپیوتر دانشکدهٔ فنی و پس از آن هم (بیش از ۴ سال، از ۱۳۷۷ تا ۱۳۸۱) ریاست پردیس دانشکده‌های فنی دانشگاه تهران را برعهده داشت. از دیگر مسئولیت‌های او می‌توان به ریاست مرکز انفورماتیک دانشگاه تهران از ۱۳۷۵ تا ۱۳۸۱ اشاره کرد.
او همچنین رئیس مؤسسه مهندسان برق و الکترونیک شاخهٔ ایران (IEEE Iran Section) در سال ۱۳۸۶ و سال ۱۳۸۷ بوده‌است.

## حضور در دولت هشتم

### ریاست دانشگاه تهران
فرجی دانا از سال ۱۳۸۱ تا ۱۳۸۴ رئیس دانشگاه تهران بود. او در در اردیبهشت ۱۳۸۴، دکترای افتخاری دانشگاه تهران را با تأیید هیئت رئیسه دانشگاه و وزارت علوم، تحقیقات و فناوری به سید محمد خاتمی، رئیس‌جمهور وقت اهدا نمود.

### نامزدی وزارت علوم، تحقیقات و فناوری
رضا فرجی دانا پس از استعفای مصطفی معین در شهریور ۱۳۸۲، توسّط سید محمد خاتمی، برای تصدّی سمت وزارت علوم، تحقیقات و فناوری به مجلس ششم معرفی شد، اما با کسب ۸۶ رأی موافق از ۲۲۰ رأی ماخوذه، نتوانست آرای اعتماد لازم را کسب کند. در جلسهٔ رأی اعتماد، نورالدین پیرموذن، احمد پورنجاتی و ناصر قوامی به عنوان مخالف و الهه کولایی، سید شمس الدین وهابی، سیدعلی محمد یثربی و محمدحسن ابوترابی به عنوان موافقین او صحبت کردند. از جمله دلایل مخالفت‌ها، روشن نبودن مواضع سیاسی او، همراه نبودن وی با اصلاح‌طلبان و سیاسی نبودن وی بود.

## حضور در دولت یازدهم

### وزارت علوم، تحقیقات و فناوری
در ۲۷ مهر ۱۳۹۲، حسن روحانی رئیس‌جمهور ایران، در نامه‌ای که به دفتر علی لاریجانی، رئیس مجلس شورای اسلامی ارسال کرد، رضا فرجی دانا را به عنوان وزیر پیشنهادی وزارت علوم، تحقیقات و فناوری به مجلس معرّفی نمود. پیش از فرجی دانا، جعفر میلی منفرد برای تصدّی این وزارتخانه به مجلس معرفی شده بود که موفق به اخذ رأی اعتماد از مجلس نگردید.
در حالی که پیشتر پیش‌بینی می‌شد جعفر توفیقی، پس از دو ماه سرپرستی وزارت علوم برای تصدّی وزارت معرّفی شود، فرجی دانا برای این سمت به مجلس معرفی شد. اصرار و توصیهٔ برخی سیاستمداران رده بالا به دولت روحانی و به گفتهٔ علی مطهری، مخالفت سید علی خامنه‌ای رهبر ایران مانع از معرّفی جعفر توفیقی به‌عنوان وزیر پیشنهادی وزارت علوم به مجلس شد.
فرجی دانا در ۵ آبان ۱۳۹۲ برای دفاع از خود در مجلس شورای اسلامی حضور یافت و توانست با کسب ۱۵۹ رأی موافق، ۷۰ رأی مخالف و ۳۲ رأی ممتنع، رأی اعتماد نمایندگان برای تصدّی وزارت علوم، تحقیقات و فناوری را به دست آورد.
فرجی دانا در ۱۲ آبان ۱۳۹۲، طی حکمی، جعفر میلی منفرد را به عنوان معاون آموزشی، جعفر توفیقی را به عنوان مشاور ارشد، مجتبی صدیقی را به عنوان معاون وزیر و رئیس سازمان امور دانشجویان کشور و سعید سمنانیان را به عنوان معاون وزیر علوم و رئیس مرکز هیئت‌های امناء و هیئت‌های ممیزه مرکزی وزارت علوم، تحقیقات و فناوری منصوب نمود. انتصاب جعفر میلی منفرد و جعفر توفیقی، با واکنش منفی برخی از نمایندگان مجلس روبرو شد و ۸۲ نماینده مجلس دراین مورد تذکر کتبی دادند. چند روز بعد، ۱۵۰ نفر از نمایندگان مجلس در نامه‌ای به رئیس‌جمهور، از او درخواست کردند در برخی انتصابات وزارت علوم مداخله کند و خواستار تجدیدنظر در بعضی از این انتصابات شدند. در واکنش به این اظهارات، احمد قوامی رئیس کمیسیون حقوقی و قضایی مجلس ششم، دخالت نمایندگان مجلس در انتخاب معاونان وزرای دولت، در حوزه اختیارات قانونی آنان نیست و آنان حق ندارند در این زمینه نظر خود را تحمیل کنند. فرجی دانا نیز در پاسخ به نمایندگان، گفته‌است که اگر وزارت اطلاعات اثبات و اعلام کند این افراد با فتنه ارتباطی دارند، در این انتصابات تجدید نظر خواهد کرد. او همچنین مدّتی بعد، در مصاحبه‌ای اعلام کرد: «آنچه بر اساس اختیارات و طی مراحل قانونی انجام شده‌است را نقض نخواهیم کرد».

#### کارت زرد
به دنبال انتصاب توفیقی و میلی منفرد در وزارت علوم، در ۸ دی ۱۳۹۲، ضمن سؤال از فرجی دانا در صحن علنی مجلس، نمایندگان از توضیحات وی قانع نشدند و رضا فرجی دانا با ۷۳ رأی موافق، ۱۴۹ رأی مخالف و ۱۰ رأی ممتنع از مجموع آراء ۲۴۰ تن از نمایندگان، کارت زرد مجلس را دریافت کرد. پیش از وی علی طیب نیا نیز اولین وزیر دولت یازدهم بود که از مجلس کارت زرد گرفته بود.
در ۱۹ خرداد ۱۳۹۳، فرجی دانا، محمود نیلی احمدآبادی را به عنوان سرپرست دانشگاه تهران منصوب نمود. فرجی دانا روز بعد اعلام کرد که نیلی به عنوان رئیس دانشگاه تهران به شورای عالی انقلاب فرهنگی معرفی خواهد شد. پس از معرفی نیلی، غلامعلی حداد عادل، رئیس فراکسیون اصولگرایان مجلس شورای اسلامی، اعلام کرد که انتخاب سرپرست دانشگاه تهران، منجر به تیره شدن روابط مجلس و وزارت علوم می‌شود.

#### استیضاح
در ۴ خرداد ۱۳۹۳، مجتبی صدیقی معاون وزیر علوم و رئیس سازمان امور دانشجویان، در یک نشست خبری از پاره‌ای تخلفات که زیر عنوان بورسیه بیش از ۳۰۰۰ دانشجوی دکتری رخ داده بود، پرده برداشت. ردّپای دو وزیر دولت‌های محمود احمدی‌نژاد در این پرونده پررنگ بود؛ محمدمهدی زاهدی و کامران دانشجو. افشای بورسیه‌های مذکور منجر به افزایش فعّالیت تعدادی از اعضای جبهه پایداری در مجلس برای استیضاح فرجی دانا گردید. روح‌الله حسینیان از چهره‌های شاخص جبهه پایداری و امضاکنندگان استیضاح فرجی دانا، «برخی انتصابات» و همچنین بحث «لغو بورسیه‌هایی در دولت گذشته» که او قانونی می‌خواند را از مهم‌ترین محورهای استیضاح دانسته‌است. شماری از نمایندگانِ امضاکنندهٔ طرح استیضاح، بورسیه‌های غیرقانونی دوره احمدی‌نژاد هستند. سرانجام استیضاح وزیر علوم، در ۲۱ مرداد ۱۳۹۳ و با امضای ۵۱ نفر از نمایندگان مجلس شورای اسلامی اعلام وصول شد. استیضاح رضا فرجی‌دانا، اولین استیضاح وزرای دولت یازدهم بود، که در روز چهارشنبه ۲۹ مرداد ۱۳۹۳ برگزار شد. نهایتاً استیضاح با ۱۴۵ رأی موافق، ۱۱۰ رأی مخالف و ۱۵ رأی ممتنع از مجموع ۲۷۰ رأی مأخوذه رأی آورد و فرجی دانا از تصدّی وزارت علوم برکنار شد.

### مشاور رئیس‌جمهور در امور علمی و آموزشی
پس از استیضاح فرجی دانا در ۲۹ مرداد ۱۳۹۳، حسن روحانی طی حکمی وی را به عنوان مشاور رئیس‌جمهور در امور علمی و آموزشی منصوب کرد. پس از استیضاح فرجی دانا، وی برای اولین بار در ۱۶ آذر ۱۳۹۴، همراه با حسن روحانی، رئیس‌جمهور در مراسم روز دانشجو در دانشگاه صنعتی شریف حضور یافت. در این مراسم روحانی اعلام کرد: «راه دولت یازدهم نسبت به دانشگاه، وزارت علوم و دانشجو تغییر نکرده و از فرجی دانا تا فرهادی این راه نباید تغییر کند. البته از زمان میلی‌منفرد.»

### مشاور عالی رئیس دانشگاه تهران
در ۱۸ بهمن ۱۳۹۴، محمود نیلی احمدآبادی، رئیس دانشگاه تهران، طی حکمی رضا فرجی دانا را به عنوان مشاور عالی رئیس دانشگاه تهران منسوب کرد. فرجی دانا و نیلی احمدآبادی هر دو گزینه‌های حسن روحانی، برای وزارت علوم دولت یازدهم بودند که اولی استیضاح شده و دومی نتوانست از مجلس رأی اعتماد بگیرد.

## دبیری فرهنگستان علوم
در دی ماه سال ۱۴۰۰، طی حکمی از سوی رضا داوری اردکانی رئیس فرهنگستان علوم، رضا فرجی دانا به سمت دبیر فرهنگستان علوم منصوب شد، که این انتصاب تا شهریور ماه ۱۴۰۲ به طول انجامید. فرجی دانا از سال ۱۳۸۷ عضو وابسته گروه علوم مهندسی فرهنگستان علوم است و مدتی ریاست شاخه مهندسی برق و کامپیوتر فرهنگستان علوم را نیز به عهده داشته است.